# Luigi's Mansion 3
Luigi's Mansion 3 (ルイージマンション3, Ruīji Manshon 3) est un jeu vidéo d'action-aventure développé par Next Level Games et édité par Nintendo, qui est sorti sur Nintendo Switch le 31 octobre 2019.
Le jeu fait suite à Luigi's Mansion 2 et fait office de troisième opus de la série Luigi's Mansion.

## Synopsis
Luigi, son Ectochien, Mario, la Princesse Peach, et les Toads ont été « invités » à prendre des vacances à l'Hôtel du Repos Éternel. À leur arrivée, ils sont accueillis avec beaucoup d'amabilité par la maîtresse du lieu, l'ectoplasmique Ambre Brusquade. Cette dernière les amène à leurs chambres respectives. Mais dans la nuit, Luigi entend Peach crier et découvre avec stupeur qu'Ambre Brusquade était en fait de mèche avec le Roi Boo. Désireux de se venger de Luigi, il a enfermé Mario, Peach et les Toads dans des cadres. Luigi parvient à s'enfuir par le vide-ordures alors qu'il allait subir le même sort. Arrivé au sous-sol, il trouve dans le garage l'EctoblastGLU (un aspirateur à fantôme) dans le coffre de la voiture du Professeur K. Tastroff, également prisonnier dans un cadre. Après l'avoir libéré et armé de son appareil, Luigi repart chasser les fantômes et délivrer ses amis.

## Système de jeu
Dans ce jeu d'aventure, il faut utiliser les fonctionnalités de l'"EctoblastGLU" (flash lumineux, révélioscope...) pour découvrir des objets cachés, passages secrets, et avancer dans les étages. Une nouvelle fonctionnalité est disponible dans l'"Ectoblast", Gluigi, sorte de Luigi fait en Slime, il peut se glisser dans les bouches d'aération, ou les grilles, ce qui servira notamment à récupérer des gemmes, présentes dans chaque étage.

## Développement
Le jeu est annoncé officiellement lors du Nintendo Direct du 14 septembre 2018. Plus de détails sont dévoilés lors du Nintendo Direct du 11 juin 2019 se déroulant dans le cadre de l'E3 2019. Les visiteurs du salon peuvent alors tester par la suite une version de démonstration du jeu, du 11 au 13 juin 2019.
La date de sortie est officialisée le 17 juillet 2019 pour le 31 octobre 2019, coïncidant avec la fête d'Halloween.

## Accueil

### Ventes
Le 30 janvier 2020, Nintendo annonce que le jeu s'est écoulé à 5,37 millions d'unités dans le monde au 31 décembre 2019, soit deux mois après la sortie du jeu.
Au 31 mars 2021, Nintendo déclare 9,59 millions d'exemplaires vendus. Luigi's Mansion 3 devient ainsi le jeu le plus vendu de la trilogie, dépassant les 6,47 millions du second opus.
Le 31 mars 2023, le jeu s'est vendu à 12,82 millions dans le monde.

### Distinctions
Le jeu est lauréat du BAFTA 2020 dans la catégorie « meilleure animation ».